# Kanton Saint-Claude (Jura)
Der Kanton Saint-Claude ist ein französischer Wahlkreis im Département Jura in der Region Bourgogne-Franche-Comté. Er umfasst sieben Gemeinden im Arrondissement Saint-Claude und hat seinen Hauptort (frz.: bureau centralisateur) in Saint-Claude. Im Rahmen der landesweiten Neuordnung der französischen Kantone wurde er im Frühjahr 2015 deutlich verkleinert.

## Gemeinden
Der Kanton besteht aus sechs Gemeinden mit insgesamt 10.510 Einwohnern (Stand: 1. Januar 2022) auf einer Gesamtfläche von 138,33 km²:
| Gemeinde                 | Einwohner 1. Januar 2022 | Fläche km² | Dichte Einw./km² | Code INSEE | Postleitzahl |
| ------------------------ | ------------------------ | ---------- | ---------------- | ---------- | ------------ |
| Avignon-lès-Saint-Claude | 359                      | 7,83       | 46               | 39032      | 39200        |
| Nanchez                  | 761                      | 31,65      | 24               | 39130      | 39150        |
| Leschères                | 203                      | 8,28       | 25               | 39293      | 39170        |
| Ravilloles               | 444                      | 7,79       | 57               | 39453      | 39170        |
| La Rixouse               | 187                      | 12,59      | 15               | 39460      | 39200        |
| Saint-Claude             | 8.556                    | 70,19      | 122              | 39478      | 39200        |
| Kanton Saint-Claude      | 10.510                   | 138,33     | 76               | 3914       | –            |

Bis zur landesweiten Neuordnung der französischen Kantone im März 2015 gehörten zum Kanton Saint-Claude die 19 Gemeinden Avignon-lès-Saint-Claude, Chassal, Cuttura, La Rixouse, Lajoux, Lamoura, Lavancia-Epercy, Lavans-lès-Saint-Claude, Les Molunes, Leschères, Molinges, Ponthoux, Ravilloles, Saint-Claude, Saint-Lupicin, Septmoncel, Vaux-lès-Saint-Claude, Villard-Saint-Sauveur und Villard-sur-Bienne. Sein Zuschnitt entsprach einer Fläche von 268,94 km2. Er besaß vor 2015 einen anderen INSEE-Code als heute, nämlich 3926.

## Veränderungen im Gemeindebestand seit 2016
2019: Fusion Les Piards (Kanton Saint-Laurent-en-Grandvaux), Nanchez (Kanton Saint-Laurent-en-Grandvaux) und Villard-sur-Bienne → Nanchez
2017: Fusion Cuttura und Saint-Lupicin (Kanton Saint-Lupicin) → Coteaux du Lizon

## Politik
| Vertreter im Departementrat | Vertreter im Departementrat           | Vertreter im Departementrat |
| Amtszeit                    | Namen                                 | Partei                      |
| --------------------------- | ------------------------------------- | --------------------------- |
| 2008–2015                   | Raphaël Perrin                        | DVG                         |
| 2015–                       | Jean-Louis Millet Christine Sophoclis | DVD                         |